# Golfe d'Alexandrette
Le golfe d'Alexandrette ou golfe d'İskenderun, en turc İskenderun Körfezi, dans l'Antiquité golfe d'Issos, en latin Mare Issicum et Issicus Sinus, en grec ancien ὁ Ἰσσοκὸς κόλπος, est un golfe de Turquie situé dans le sud du pays et constituant l'extrémité nord-est de la mer Méditerranée et plus précisément du bassin Levantin. Il tient son nom de la ville portuaire d'Alexandrette, en turc İskenderun.